# Гаврилівка (Курська область)
Гаврилівка (рос. Гавриловка) — присілок в Кореневському районі Курської області Російської Федерації.
Населення становить 118 осіб. Входить до складу муніципального утворення Толпинська сільрада.

## Історія
Населений пункт розташований на території українського етнічного та культурного краю Східна Слобожанщина.
Від 2004 року входить до складу муніципального утворення Толпинська сільрада.

## Населення
| 2002 | 2010 |
| ---- | ---- |
| 117  | ↗118 |